# 1999年ウィンブルドン選手権
1999年 ウィンブルドン選手権（1999ねんウィンブルドンせんしゅけん、The Championships, Wimbledon 1999）は、イギリス・ロンドン郊外にある「オールイングランド・ローンテニス・アンド・クローケー・クラブ」にて、1999年6月21日から7月4日にかけて開催された。

## シニア

### 男子シングルス
ピート・サンプラス def.  アンドレ・アガシ, 6–3, 6–4, 7–5
- ・サンプラスは、2度目の3連覇でウィンブルドン6勝目。これでサンプラスの4大大会優勝記録は「12勝」（全豪オープン2勝+ウィンブルドン6勝+全米オープン4勝＝通算12勝）となり、ロイ・エマーソン（オーストラリア）の当時の男子歴代1位記録「12勝」に並んだ。

### 女子シングルス
リンゼイ・ダベンポート def.  シュテフィ・グラフ, 6–4, 7–5
- ダベンポートは大会初優勝である。準優勝のグラフはこの大会が最後の4大大会出場となった。

### 男子ダブルス
マヘシュ・ブパシ /  リーンダー・パエス def.  ポール・ハーフース /  ジャレッド・パーマー, 6–7(10), 6–3, 6–4, 7–6(4)

### 女子ダブルス
リンゼイ・ダベンポート /  コリーナ・モラリュー def.  マリアン・デスウォート /  エレナ・タタルコワ, 6-4, 6-4

### 混合ダブルス
リーンダー・パエス /  リサ・レイモンド def.  ヨナス・ビョークマン /  アンナ・クルニコワ, 6-4, 3-6, 6-3

## ジュニア

### 男子シングルス
ユルゲン・メルツァー def.  クリスチャン・プレス, 3–6, 7–6(7), 6–3

### 女子シングルス
イロダ・ツルヤガノワ def.  リナ・クラスノルツカヤ, 7–6(3), 6–4

### 男子ダブルス
ギリェルモ・コリア /  ダビド・ナルバンディアン def.  Todor Enev /  ヤルコ・ニエミネン, 7–5, 6–4

### 女子ダブルス
ダヤ・ベダノワ /  マリア・エミリア・サレルニ def.  タチアナ・ペレビニス /  イロダ・ツルヤガノワ, 6–1, 2–6, 6–2